# Edward Franklin Bland
Edward Franklin Bland (* 24. Januar 1901 in West Point, Virginia; † 27. September 1992 in Boston, Massachusetts) war ein US-amerikanischer Kardiologe.

## Leben
Edward Bland war Sohn einer alteingesessenen Familie aus Virginia. Nach dem Studium an der University of Virginia erhielt er dort seinen medizinischen Grad. 1927 wechselte er zum Massachusetts General Hospital, wo er sich zum Facharzt für Herzkrankheiten weiterbildete. 1939 wurde er Dozent für Medizin an der Harvard University. Im Zweiten Weltkrieg diente er als Lieutenant Colonel des medizinischen Korps der Armee in Nordafrika und Italien.
An das Massachusetts General Hospital zurückgekehrt, wurde er 1949 als Leiter der kardiologischen Abteilung Nachfolger von Paul Dudley White, dem Gründer der Abteilung. Bland leitete sie bis 1964. 1965 erhielt er den Status eines ordentlichen klinischen Professors der Harvard-Universität und emeritierte 1967, setzte die reguläre Patientenversorgung aber noch bis 1986 fort. Als er 1992 starb, hinterließ er seine Ehefrau Caroline, geb. Thayer, eine Tochter (Frances), einen Sohn (Robert) und sechs Enkelkinder.

## Werk
Schon in der Zeit an der University of Virginia führte Edward Bland zusammen mit seinem Kollegen T. Duckett Jones (1899–1954) umfangreiche Studien zum Rheumatischen Fieber durch. Die beiden verfolgten den Langzeitverlauf der Erkrankung über zehn und 20 Jahre bei 1000 Patienten. Die Ergebnisse wurden als diagnostische Jones-Kriterien zu einem Standard für Kardiologen und Internisten. Gemeinsam mit den Kollegen Paul Dudley White und Joseph Garland ist er Namensgeber des Bland-White-Garland-Syndroms.